# سیارک ۴۷۱۶۲
سیارک ۴۷۱۶۲ (به انگلیسی: 47162 Chicomendez، نامگذاری:1999TH6) چهل و هفت هزار و صد و شصت و دومین سیارک کشف شده‌است که در ۲ اکتبر ۱۹۹۹ کشف شد.